# Кемп (Техас)
Кемп (англ. Kemp) — місто (англ. city) в США, в окрузі Кофман штату Техас. Населення — 1129 осіб (2020).

## Географія
Кемп розташований за координатами 32°25′55″ пн. ш. 96°13′9″ зх. д. / 32.43194° пн. ш. 96.21917° зх. д. (32.432013, -96.219171).  За даними Бюро перепису населення США в 2010 році місто мало площу 6,79 км², з яких 6,50 км² — суходіл та 0,28 км² — водойми. В 2017 році площа становила 4,82 км², з яких 4,68 км² — суходіл та 0,13 км² — водойми.

## Демографія
Згідно з переписом 2010 року, у місті мешкали 1154 особи в 437 домогосподарствах у складі 291 родини. Густота населення становила 170 осіб/км².  Було 506 помешкань (75/км²).
Расовий склад населення:
| - 86,0 % — білих - 8,3 % — чорних або афроамериканців - 0,4 % — корінних американців - 0,3 % — азіатів - 3,0 % — осіб інших рас |

До двох чи більше рас належало 1,9 %. Частка іспаномовних становила 8,1 % від усіх жителів.
За віковим діапазоном населення розподілялося таким чином: 23,1 % — особи молодші 18 років, 60,0 % — особи у віці 18—64 років, 16,9 % — особи у віці 65 років та старші. Медіана віку мешканця становила 40,0 року. На 100 осіб жіночої статі у місті припадало 89,5 чоловіків;  на 100 жінок у віці від 18 років та старших — 79,6 чоловіків також старших 18 років.
Середній дохід на одне домашнє господарство  становив 46 046 доларів США (медіана — 32 917), а середній дохід на одну сім'ю — 50 591 долар (медіана — 41 563). За межею бідності перебувало 21,4 % осіб, у тому числі 30,4 % дітей у віці до 18 років та 11,6 % осіб у віці 65 років та старших.
Цивільне працевлаштоване населення становило 559 осіб. Основні галузі зайнятості: будівництво — 21,5 %, освіта, охорона здоров'я та соціальна допомога — 18,6 %, роздрібна торгівля — 15,0 %.